# Знам да ништа не знам
Знам да ништа не знам (стгрч. ἓν οἶδα ὅτι οὐδὲν οἶδα; лат. scio me nihil scire) филозофска је изрека која се приписује старогрчком филозофу Сократу.

## Поријекло изреке
Изрекао је Сократ, грчки (антички) филозоф, једна од најзначајнијих личности западне филозофске традиције у смјени 5. у 4. вијек п. н. е.

## Сократ о истом другим ријечима
Hoc solum scio me nihil scire (Само то знам да ништа не знам) и Oida hoti meden oida (Знам да ништа не знам)

## Значење
Што има више знања, човек открива пред собом већи мрак незнања. То су само могли осетити и рећи они који имају највише знања. Сократова дефиниција највишег знања, доводи у апсурд — знање једначи са незнањем.

## Данашња употреба
Данас се употребљава када се хоће скренути пажња да охолости, надмености и искључивости не смије бити у изрицању коначних истина.